# جيمس هاي (لاعب كرة قدم)
جيمس هاي (بالإنجليزية: James Hay)‏ (1876 في المملكة المتحدة - 1940) هو لاعب كرة قدم بريطاني (وحمل سابقاً جنسية المملكة المتحدة لبريطانيا العظمى وأيرلندا) في مركز الدفاع. لعب مع ستوك سيتي ونادي بارنسلي ونادي تشيسترفيلد وRenfrew F.C. ‏.

## وصلات خارجية
- جيمس هاي (لاعب كرة قدم) على موقع قاعدة بيانات كرة القدم.إي يو (الإنجليزية)